# Derby franconien
Le Derby franconien (en allemand : Frankenderby) ou Derby de la Franconie est le match de football qui oppose le SpVgg Greuther Fürth et le 1. FC Nuremberg. Au cours de leur histoire, les deux clubs ont entretenu l'antagonisme qui les oppose. Ce match constitue un temps fort du football bavarois et est le plus ancien derby du football allemand et avec 264 rencontres depuis 1904, le derby allemand avec le plus disputé.

## Nature de la rivalité
Depuis la création des clubs de Nuremberg (1900) et Fürth (1903) il naissa une rivalité, les deux villes étant limitrophe et longtemps les deux clubs jouaient au plus haut niveau allemand.

## Histoire
À partir de 2012, la promotion du SpVgg Greuther Fürth en 1. Bundesliga entraîne le retour des derbys au plus haut niveau du football allemand.

## Confrontations sportives
Sur les 264 derbys disputés, on note  139 victoires pour Nuremberg et 76 victoires pour Fürth, 47 fois la partie se termina par un résultat nul.
Deux autres rencontres ont été interrompues, dont une donnée gagnante pour Fürth sur tapis vert.